# Organisation nationale pour le développement des talents exceptionnels

Logo du SAMPAD.

L'Organisation nationale pour le développement des talents exceptionnels (ONDTE) créé en 1976, également connue sous le nom de SAMPAD en persan سازمان ملی پرورش استعدادهای درخشان (Sāzmāne Melliye Parwareŝe Estedādhāye Deraxŝān), est constituée de collèges et de lycées nationaux conçus spécialement pour le développement des élèves surdoués en Iran. 
L'ONDTE a été rétablie en 1987.

## Historique
Cette organisation, qui s'appelait l'Organisation nationale iranienne pour l'éducation des doués et talentueux (ONIEDET en français et NIOGATE en anglais), a été fondée en 1976 par le Dr Behrooz Broomand, avec deux écoles à Téhéran et deux emplacements à Kerman et Hamedan. 
L'école de Téhéran, située Place de l'Afrique, avait 256 élèves dans 16 classes. L'école de Kerman avait 32 élèves et l'école de Hamedan avait 44 étudiants. La faculté d'origine a été créée par un groupe d'éducateurs après une visite aux États-Unis[source insuffisante].
Depuis 1987, les écoles pour les filles portent le nom d'« École Farzanegan » mais les écoles pour les garçons ont des noms différents selon les villes.
En juillet 1987, le gouvernement reconnait le statut d'organisation de la NODET, et en 1988, 18 centres NODET accueillent 2500 étudiants. En 2005, NODET compte 118 centres de conseil et 116 centres dans des établissements secondaires.
En février 2018, les étudiants du NODET protestent devant le Parlement de Téhéran contre le retrait progressif des filières SAMPAD dans les établissements secondaires.